# Anja Ninasdotter Abusland
Anja Ninasdotter Abusland (nascida a 25 de novembro de 1995) é uma política norueguesa do Partido do Centro. Ela é membro do Storting desde 2021.

## Carreira política
Abusland foi membro do conselho municipal de Songdalen de 2015 a 2019 e do conselho municipal de Kristiansand a partir de 2019. Ela foi eleita representante no Storting pelo círculo eleitoral de Vest-Agder para o período 2021-2025, pelo Partido do Centro. No Storting, ela é membro do Comité Permanente de Trabalho e Assuntos Sociais desde 2021.

## Vida pessoal
Abusland vem da Finlândia e formou-se como enfermeira. Ela deu à luz uma filha em 2021, pouco antes de ser eleita representante no Storting.